# Szlovák korona (1939)
A szlovák korona (szlovákul:Koruna slovenská) volt 1939-től 1945-ig a második világháborús Szlovák Köztársaság hivatalos pénzneme. „Ks”-sel rövidítették, a váltópénze 100 halier volt. 
Csehszlovákia kettészakadása után, 1993. február 8-ától újra a szlovák korona lett Szlovákia pénzneme, amely helyett 2009-ben bevezették az eurót.

## Lásd még
- A szlovák korona (1939) pénzjegyei
- A szlovák korona (1939) pénzérméi
- Szlovák korona (1993)

| Csehszlovákia, Csehország és Szlovákia pénzei | Csehszlovákia, Csehország és Szlovákia pénzei     | Csehszlovákia, Csehország és Szlovákia pénzei | Csehszlovákia, Csehország és Szlovákia pénzei | Csehszlovákia, Csehország és Szlovákia pénzei    | Csehszlovákia, Csehország és Szlovákia pénzei |
| 1919-1939                                     | 1939-1945                                         | 1945-1953                                     | 1953-1993                                     | 1993-2008                                        | 2009-                                         |
| --------------------------------------------- | ------------------------------------------------- | --------------------------------------------- | --------------------------------------------- | ------------------------------------------------ | --------------------------------------------- |
| Első korona érmék pénzjegyek                  | Cseh-morva protektorátusi korona érmék pénzjegyek | Második korona érmék pénzjegyek               | Harmadik korona érmék pénzjegyek              | Cseh korona érmék pénzjegyek                     | Cseh korona érmék pénzjegyek                  |
| Első korona érmék pénzjegyek                  | II. vh. szlovák korona érmék pénzjegyek           | Második korona érmék pénzjegyek               | Harmadik korona érmék pénzjegyek              | Az ezredfordulós szlovák korona érmék pénzjegyek | Euró érmék pénzjegyek                         |